# شرف الاعدان (السياني)

تعديل مصدري - تعديل

شرف الاعدان محلة تابعة لقرية منزل ابوبكر، التابعة لعزلة الهادس بمديرية السياني إحدى مديريات محافظة إب في الجمهورية اليمنية.، بلغ تعداد سكانها 36 حسب تعداد اليمن لعام 2004.